# 뱌쿠렌도
뱌쿠렌도(일본어: 白蓮洞)는 일본 니가타현 이토이가와시에 있는 석회암 동굴이다. 판명되고 있는 자연 상태의 동굴, 종유동에서는 일본 최심의 513m로 되어 있다.